# جو مارتن (أستاذ جامعي)
جو مارتن (بالإنجليزية: Joe Martin)‏ هو عازف باس أمريكي، ولد في 30 سبتمبر 1970.

## وصلات خارجية
- جو مارتن على موقع ميوزك برينز (الإنجليزية)
- جو مارتن على موقع أول ميوزيك (الإنجليزية)